# Sindaci di Isernia
Di seguito l'elenco cronologico dei sindaci di Isernia e delle altre figure apicali equivalenti che si sono succedute nel corso della storia.

## Regno d'Italia (1861-1946)
Sindaci nominati dal governo (1860-1889)
| Periodo          | Periodo         | Primo cittadino       | Partito | Carica         | Note |
| ---------------- | --------------- | --------------------- | ------- | -------------- | ---- |
| 1º novembre 1860 | 31 ottobre 1861 | Giacinto Santoro      |         | Sindaco        |      |
| 1861             | 1863            | Domenicantonio Milano |         | Sindaco        |      |
| 1863             | 1863            | Tito Lucenteforte     |         | Regio delegato |      |
| 1863             | 1864            | Giacinto Santoro      |         | Sindaco        |      |
| 1864             | 1865            | Alessandro Delfini    |         | Sindaco        |      |
| 1865             | 1869            | Achille Belfiore      |         | Sindaco        |      |
| 1869             | 1873            | Alessandro De Gaglia  |         | Sindaco        |      |
| 1873             | 1879            | Enrico Cimorelli      |         | Sindaco        |      |
| 1879             | 1879            | Michele Bonetti       |         | Regio delegato |      |
| 1879             | 1887            | Edoardo ScarsellI     |         | Sindaco        |      |
| 1888             | 1889            | Enrico Cimorelli      |         | Sindaco        |      |

Sindaci eletti dal Consiglio comunale (1889-1927)
| Periodo | Periodo | Primo cittadino      | Partito | Carica                          | Note |
| ------- | ------- | -------------------- | ------- | ------------------------------- | ---- |
| 1889    | 1891    | Enrico Cimorelli     |         | Sindaco                         |      |
| 1891    | 1892    | Giovanni La Monica   |         | Regio commissario               |      |
| 1892    | 1892    | Giovanni Melogli     |         | Sindaco                         |      |
| 1892    | 1894    | Fiore Properzi       |         | Sindaco                         |      |
| 1894    | 1900    | Vincenzo Pecori      |         | Sindaco                         |      |
| 1900    | 1901    | Enrico Buccini       |         | Sindaco                         |      |
| 1901    | 1901    | Gaetano Gargiulo     |         | Regio commissario               |      |
| 1901    | 1902    | Francesco De Cesare  |         | Sindaco                         |      |
| 1902    | 1905    | Gabriele Melogli     |         | Sindaco                         |      |
| 1905    | 1906    | Francesco Passarelli |         | Sindaco                         |      |
| 1906    | 1906    | Fiore Properzi       |         | Sindaco                         |      |
| 1906    | 1907    | Umberto Milanese     |         | Sindaco                         |      |
| 1907    | 1908    | Carlo Puoti          |         | Regio commissario               |      |
| 1908    | 1912    | Alberto Laurelli     |         | Sindaco                         |      |
| 1913    | 1914    | Gennaro Petrecca     |         | Sindaco                         |      |
| 1914    | 1914    | Guido Lodoli         |         | Regio commissario               |      |
| 1914    | 1919    | Raffaele Trivellini  |         | Sindaco                         |      |
| 1919    | 1920    | Michele Amendola     |         | Sindaco                         |      |
| 1920    | 1920    | Enea Raimondo Corte  |         | Regio commissario straordinario |      |
| 1920    | 1922    | Goffredo Buccini     |         | Sindaco                         |      |
| 1922    | 1922    | Prospero Sassone     |         | Sindaco                         |      |
| 1922    | 1927    | Giovanni Buccigrossi |         | Sindaco                         |      |

Podestà nominati dal governo (1927-1943)
| Periodo | Periodo | Primo cittadino        | Partito | Carica                  | Note |
| ------- | ------- | ---------------------- | ------- | ----------------------- | ---- |
| 1927    | 1935    | Giovanni Buccigrossi   |         | Podestà                 |      |
| 1935    | 1938    | Antonio Caranci        |         | Podestà                 |      |
| 1938    | 1942    | Michelangelo Schiavone |         | Podestà                 |      |
| 1942    | 1943    | Francesco Orlandi      |         | Commissario prefettizio |      |

Sindaci nominati dal Comitato di Liberazione Nazionale (1944-1946)
| Periodo          | Periodo         | Primo cittadino    | Partito | Carica                  | Note |
| ---------------- | --------------- | ------------------ | ------- | ----------------------- | ---- |
| 27 luglio 1944   | 14 agosto 1944  | Mario De Riso      |         | Commissario prefettizio |      |
| 21 agosto 1944   | 3 novembre 1945 | Paolo Formichelli  |         | Sindaco                 |      |
| 16 novembre 1945 | 1º aprile 1946  | Giovanni Ciampitti |         | Commissario prefettizio |      |

## Repubblica Italiana (dal 1946)
| Sindaci eletti dal Consiglio comunale (1946-1998)    | Sindaci eletti dal Consiglio comunale (1946-1998) | Sindaci eletti dal Consiglio comunale (1946-1998) | Sindaci eletti dal Consiglio comunale (1946-1998)              | Sindaci eletti dal Consiglio comunale (1946-1998)              | Sindaci eletti dal Consiglio comunale (1946-1998)              | Sindaci eletti dal Consiglio comunale (1946-1998) | Sindaci eletti dal Consiglio comunale (1946-1998) | Sindaci eletti dal Consiglio comunale (1946-1998) |
| Nominativo                                           | Nominativo                                        | Partito                                           | Partito                                                        | Partito                                                        | Partito                                                        | Mandato                                           | Mandato                                           | Elezione                                          |
| Nominativo                                           | Nominativo                                        | Partito                                           | Partito                                                        | Partito                                                        | Partito                                                        | Inizio                                            | Fine                                              | Elezione                                          |
| ---------------------------------------------------- | ------------------------------------------------- | ------------------------------------------------- | -------------------------------------------------------------- | -------------------------------------------------------------- | -------------------------------------------------------------- | ------------------------------------------------- | ------------------------------------------------- | ------------------------------------------------- |
|                                                      | Carlo Veneziale (Assessore anziano)               | ?                                                 | ?                                                              | ?                                                              | ?                                                              | 1º aprile 1946                                    | 6 ottobre 1947                                    | –                                                 |
|                                                      | Luigi Magnante (Assessore anziano)                | ?                                                 | ?                                                              | ?                                                              | ?                                                              | 1º aprile 1946                                    | 6 ottobre 1947                                    | –                                                 |
|                                                      | Paolo Formichelli (Assessore anziano)             | ?                                                 | ?                                                              | ?                                                              | ?                                                              | 1º aprile 1946                                    | 6 ottobre 1947                                    | –                                                 |
|                                                      | Antonio Serafino (Assessore anziano)              | ?                                                 | ?                                                              | ?                                                              | ?                                                              | 1º aprile 1946                                    | 6 ottobre 1947                                    | –                                                 |
|                                                      | Giuseppe Cimorelli Belfiore                       | ?                                                 | ?                                                              | ?                                                              | ?                                                              | 6 ottobre 1947                                    | 26 giugno 1950                                    | –                                                 |
|                                                      | Carlo Veneziale                                   | ?                                                 | ?                                                              | ?                                                              | ?                                                              | 26 giugno 1950                                    | 6 giugno 1952                                     | –                                                 |
|                                                      | Giuseppe Caroselli                                | ?                                                 | ?                                                              | ?                                                              | ?                                                              | 9 giugno 1952                                     | 19 dicembre 1953                                  | –                                                 |
|                                                      | Sabino D'Acunto                                   | ?                                                 | ?                                                              | ?                                                              | ?                                                              | 19 dicembre 1953                                  | 10 aprile 1954                                    | –                                                 |
|                                                      | Amilcare Graziani                                 | ?                                                 | ?                                                              | ?                                                              | ?                                                              | 29 marzo 1954                                     | 14 giugno 1956                                    | –                                                 |
|                                                      | Giovanni Ciampitti                                |                                                   | Democrazia Cristiana                                           | Democrazia Cristiana                                           | Democrazia Cristiana                                           | 14 giugno 1956                                    | 28 marzo 1958                                     | –                                                 |
|                                                      | Mario Tria (Commissario prefettizio)              | –                                                 | –                                                              | –                                                              | –                                                              | 28 marzo 1958                                     | 6 novembre 1960                                   | –                                                 |
|                                                      | Pietro Galgani                                    | ?                                                 | ?                                                              | ?                                                              | ?                                                              | 21 novembre 1960                                  | 9 maggio 1963                                     | –                                                 |
|                                                      | Dora Melogli Montesoro                            | ?                                                 | ?                                                              | ?                                                              | ?                                                              | 23 luglio 1963                                    | 21 novembre 1964                                  | –                                                 |
|                                                      | Enrico Santoro                                    |                                                   | Democrazia Cristiana                                           | Democrazia Cristiana                                           | Democrazia Cristiana                                           | 15 gennaio 1965                                   | 1970                                              | –                                                 |
| 1970                                                 | Enrico Santoro                                    | 11 marzo 1972                                     | Democrazia Cristiana                                           | Democrazia Cristiana                                           | Democrazia Cristiana                                           | Elezione 1970                                     |                                                   |                                                   |
|                                                      | Maria Marracino                                   | ?                                                 | ?                                                              | ?                                                              | ?                                                              | Elezione 1970                                     | 11 marzo 1972                                     | 4 dicembre 1972                                   |
|                                                      | Guido Molina (Commissario straordinario)          | –                                                 | –                                                              | –                                                              | –                                                              | 22 marzo 1973                                     | 18 dicembre 1974                                  | –                                                 |
|                                                      | Mario Lancellotta                                 |                                                   | Democrazia Cristiana                                           | Democrazia Cristiana                                           | Democrazia Cristiana                                           | 3 gennaio 1975                                    | 15 giugno 1977                                    | Elezione 1974                                     |
|                                                      | Gabriele Biello                                   |                                                   | Democrazia Cristiana                                           | Democrazia Cristiana                                           | Democrazia Cristiana                                           | 16 giugno 1977                                    | 25 febbraio 1979                                  | Elezione 1974                                     |
|                                                      | Maria Gentile                                     | ?                                                 | ?                                                              | ?                                                              | ?                                                              | 26 febbraio 1979                                  | 8 giugno 1980                                     | Elezione 1974                                     |
|                                                      | Gabriele Biello                                   |                                                   | Democrazia Cristiana                                           | Democrazia Cristiana                                           | Democrazia Cristiana                                           | 23 settembre 1980                                 | 1985                                              | Elezione 1980                                     |
| 1985                                                 | Gabriele Biello                                   | 23 febbraio 1987                                  | Democrazia Cristiana                                           | Democrazia Cristiana                                           | Democrazia Cristiana                                           | Elezione 1985                                     |                                                   |                                                   |
|                                                      | Angelo Michele Iorio                              |                                                   | Democrazia Cristiana                                           | Democrazia Cristiana                                           | Democrazia Cristiana                                           | Elezione 1985                                     | 4 marzo 1987                                      | 29 maggio 1990                                    |
|                                                      | Domenico Testa                                    |                                                   | Democrazia Cristiana                                           | Democrazia Cristiana                                           | Democrazia Cristiana                                           | 2 agosto 1990                                     | 14 maggio 1992                                    | Elezione 1990                                     |
|                                                      | Giuliano Lalli (Commissario prefettizio)          | –                                                 | –                                                              | –                                                              | –                                                              | 21 maggio 1992                                    | 27 febbraio 1993                                  | –                                                 |
|                                                      | Marcello Veneziale                                |                                                   | Partito Socialista Italiano Partito Democratico della Sinistra | Partito Socialista Italiano Partito Democratico della Sinistra | Partito Socialista Italiano Partito Democratico della Sinistra | 27 febbraio 1993                                  | 15 maggio 1995                                    | Elezione 1993                                     |
|                                                      | Giuseppe Caterina                                 |                                                   | Partito Democratico della Sinistra                             | Partito Democratico della Sinistra                             | Partito Democratico della Sinistra                             | 29 giugno 1995                                    | 8 giugno 1998                                     | Elezione 1993                                     |
| Sindaci eletti direttamente dai cittadini (dal 1998) |                                                   |                                                   |                                                                |                                                                |                                                                |                                                   |                                                   |                                                   |
| Nominativo                                           | Nominativo                                        | Partito                                           | Partito                                                        | Coalizione                                                     | Coalizione                                                     | Mandato                                           | Mandato                                           | Elezione                                          |
| Nominativo                                           | Nominativo                                        | Partito                                           | Partito                                                        | Coalizione                                                     | Coalizione                                                     | Inizio                                            | Fine                                              | Elezione                                          |
|                                                      | Giuseppe Caterina                                 |                                                   | Partito Democratico della Sinistra                             |                                                                | PDS/DS-PPI-PRC                                                 | 8 giugno 1998                                     | 5 novembre 1998                                   | Elezione 1998                                     |
|                                                      | Giovanna Fraraccio (Commissario prefettizio)      | –                                                 | –                                                              | –                                                              | –                                                              | 5 novembre 1998                                   | 8 novembre 1999                                   | Elezione 1998                                     |
|                                                      | Giuseppe Caterina                                 |                                                   | Indipendente                                                   |                                                                | PDS/DS-PPI-PRC                                                 | 8 novembre 1999                                   | 12 novembre 2001                                  | Elezione 1998                                     |
|                                                      | Gerardo Cafaro (Vicesindaco facente funzioni)     |                                                   | Democratici di Sinistra                                        | 12 novembre 2001                                               | PDS/DS-PPI-PRC                                                 | 11 giugno 2002                                    |                                                   | Elezione 1998                                     |
|                                                      | Gabriele Melogli                                  |                                                   | Forza Italia                                                   |                                                                | FI-UDC-AN                                                      | 11 giugno 2002                                    | 29 maggio 2007                                    | Elezione 2002                                     |
|                                                      | Gabriele Melogli                                  | FI-UDC-AN-DCA-L. civiche                          | Forza Italia                                                   | 29 maggio 2007                                                 | 23 maggio 2012                                                 | Elezione 2007                                     |                                                   |                                                   |
|                                                      | Ugo De Vivo                                       |                                                   | Partito Democratico                                            |                                                                | PD-IdV-SEL-FdS-PSI                                             | 23 maggio 2012                                    | 13 giugno 2012                                    | Elezione 2012                                     |
|                                                      | Annunziato Vardè (Commissario prefettizio)        | –                                                 | –                                                              | –                                                              | –                                                              | 13 giugno 2012                                    | 9 novembre 2012                                   | Elezione 2012                                     |
|                                                      | Ugo De Vivo                                       |                                                   | Partito Democratico                                            |                                                                | PD-IdV-SEL-FdS-PSI                                             | 9 novembre 2012                                   | 14 gennaio 2013                                   | Elezione 2012                                     |
|                                                      | Vincenza Filippi (Commissario prefettizio)        | –                                                 | –                                                              | –                                                              | –                                                              | 14 gennaio 2013                                   | 29 maggio 2013                                    | –                                                 |
|                                                      | Luigi Brasiello                                   |                                                   | Partito Democratico                                            |                                                                | PD-UDEUR-UdC-SEL-PSI-L. civiche                                | 29 maggio 2013                                    | 17 settembre 2015                                 | Elezione 2013                                     |
|                                                      | Vittorio Saladino (Commissario prefettizio)       | –                                                 | –                                                              | –                                                              | –                                                              | 17 settembre 2015                                 | 24 giugno 2016                                    | –                                                 |
|                                                      | Giacomo D'Apollonio                               |                                                   | Fratelli d'Italia                                              |                                                                | FdI-L. civiche                                                 | 24 giugno 2016                                    | 21 ottobre 2021                                   | Elezione 2016                                     |
|                                                      | Piero Castrataro                                  |                                                   | Indipendente                                                   |                                                                | PD-Volt-M5S-SI-L. civiche                                      | 21 ottobre 2021                                   | in carica                                         | Elezione 2021                                     |